# 石山次郎
石山 次郎（いしやま じろう、1957年5月22日 - ）は、日本の元ラグビー選手。現在、復興・チーム再建支援組織「スクラム釜石」の代表理事。

## プロフィール
- 秋田県出身。
- 現役時代のポジションはプロップ。
- 日本代表キャップは19。[1]。

## 略歴
能代工業高校卒業後、新日本製鐵に入社し、新日鉄釜石ラグビー部に加わり、新日鉄釜石の日本選手権7連覇を支えた。
1988年、現役引退した。
2011年、東日本大震災で甚大な被害をうけた釜石市の復興のために、NPO法人スクラム釜石が発足され、その団体の代表理事になった。